# Roberto Salazar Gómez
Roberto Salazar Gómez (Colombia siglo XX-Colombia siglo XX) fue un ingeniero y político colombiano. Fue Alcalde de Bogotá.

## Biografía
Fue designado como Alcalde de Bogotá por el gobierno de Gustavo Rojas Pinilla. Fue el primer alcalde Mayor del Distrito Especial de Bogotá. En su administración se adquirieron buses para la ciudad.Inició los estudios del Metro de Bogotá y solicitó sin éxito un crédito para la construcción del mismo al Concejo de Bogotá.Se creó el Jardín Botánico de Bogotá. Además se anexaron 6 municipios aledaños a Bogotá.
También fue creador de la constructora Cusezar.